# Gian Khand
Gian Khan est un des cinq stades, une des cinq sphères de réalité spirituelle transmis par le sikhisme: c'est le royaume de la connaissance. Gian Khand est le deuxième échelon d'une manière temporelle après Dharam Khand, le royaume de l'action juste, et, avant Saram Khand, le domaine de l'effort spirituel. 
Dans le développement interne d'un individu, l'esprit connaît plusieurs stades, le dernier étant la libération, l'illumination, la mukti pour le sikhisme. Le chercheur, le croyant veut trouver ce qui est vraiment, à l'intérieur mais aussi à l'extérieur du corps physique. La connaissance du divin permet de détruire le voile de la maya, l'illusion du monde. 
Pour l'humain dans cet état d'esprit, la vraie nourriture est la connaissance. 
Toutes ces sphères que traversent le croyant et son intellect, sont le parcours normal d'un humain recherchant la Vérité divine, et en route pour sa propre libération; ces étapes ont été données par Guru Nanak et ses successeurs, les Gurus du sikhisme. La prière et la méditation appelée Simran aident la recherche du croyant; les prières deviennent des fleurs divines.